# Хади Чупан
Хади Чупан ( перс. هادی چوپان; 1987), познат по свом надимку „Персијски вук“,  је ирански професионални бодибилдер. Победник је такмичења Мистер Олимпија 2022. 

## Каријера
Чупан је био стални члан иранског националног бодибилдинг тима од 2011. до 2016. године. Више пута се такмичио на такмичењима Међународне федерације бодибилдинга и фитнеса (ИФББ) и освојио разне титуле. 
2018. године амерички председник Доналд Трамп забранио је свим иранским држављанима улазак у земљу, а Чупану је одбијена виза за учешће на Арнолд Цлассицу 2018. Он је изразио своју фрустрацију и назвао инцидент дискриминаторним.  
Непосредно пре него што је освојио Мр. Олимпију 2022. године, Чупан је објавио пост на Инстаграму у којем је призвао име примарног зороастријског божанства Ахура Мазде .  Касније је своју победу посветио „часним женама Ирана“ у вези са протестима Махса Аминија . 

## Титуле и почасти
- 15 провинцијских златних медаља (провинције Фарс и Техеран )
- 6 националних медаља (3 злата, 2 сребра, 1 бронза)
- Светско првенство ВБПФ: Сребрна медаља, 2012
- ВБПФ Азијско првенство: златна медаља, 2013
- Светско првенство ВБПФ: златна медаља, 2013, 2014, 2015.
- Олимпија аматер: Златна медаља, 2017
- ИФББ Схеру Цлассиц: Сребрна медаља, 2017
- Велика награда Азије: Сребрна медаља, 2017
- Сан Марино Про: Сребрна медаља, 2017
- Дубаи Екпо: Сребрна медаља, 2018
- ИФББ Португал Про: Златна медаља, 2018
- Велика награда Азије: златна медаља, 2018
- ИФББ Ванкувер Про: Златна медаља, 2019
- Мр. Олимпија 2019 : 3. место [8] [9] [10] [11] [12] [13] [14] [15]
- Мр. Олимпија 2020 : 4. место
- Мр. Олимпија 2021 : 3. место [16]
- Мр. Олимпија 2022 : 1. место
- Ирански спортиста 2023